# (116580) 2004 BX92
(116580) 2004 BX92 es un asteroide perteneciente al cinturón de asteroides, descubierto el 27 de enero de 2004 por el equipo del Lowell Observatory Near-Earth-Object Search desde la Estación Anderson Mesa (condado de Coconino, cerca de Flagstaff, Arizona, Estados Unidos).

## Designación y nombre
Designado provisionalmente como 2004 BX92. 

## Características orbitales
2004 BX92 está situado a una distancia media del Sol de 2,574 ua, pudiendo alejarse hasta 2,820 ua y acercarse hasta 2,329 ua. Su excentricidad es 0,095 y la inclinación orbital 8,300 grados. Emplea 1508,65 días en completar una órbita alrededor del Sol.

## Características físicas
La magnitud absoluta de 2004 BX92 es 15,91. Tiene 3,119 km de diámetro. Su albedo se estima en 0,115.